# Johan Schlüter
Johan Schlüter (født 18. juni 1944) er en tidligere dansk advokat, der arbejdede med ophavsret.
Schlüter blev uddannet som cand.jur. fra Københavns Universitet i 1970.
Han var partner i Berning Schlüter Hald (1990-1998), Schlüter & Hald (1998-1999) og Bech-Bruun Dragsted (1999-2002), indtil han i 2002 etablerede sit eget advokatfirma, Johan Schlüter Advokatfirma, der indtil det lukkede i 2015 holdt til ved Højbro Plads.
I 1970'erne blev han involveret som advokat for den danske grammofonpladebranche (IFPI Danmark) via Bent Fabricius Bjerre,
og fik efterhånden en central placering som rådgiver for danske rettighedshavere i sådan en grad at han er blevet betegnet "kongen af dansk ophavsret".
Blandt Schlüters arbejde var etableringen af Antipiratgruppen og den senere forening RettighedsAlliancen.
En af sagerne som Schlüter havde for Antipiratgruppen kom i 2011 frem til en principiel Højesteretsdom om bevissikring.
Med Thomas Sehested stod Johan Schlüter også bag softwarefirmaet DtecNet, der oprindeligt blev etableret i 2004 under navnet JSA Software.
I 2010 blev firmaet solgt til det amerikanske firma MarkMonitor.
DtecNet blev i 2010 gazellevinder.
Schlüter modtog i 2012 Koktvedgaardprisen.

## Trenet-arvesagen
I 2012 blev Schlüter involveret i en fransk sag om administrationen af arven efter den franske visesanger Charles Trenet.
De franske myndigheder udstedte en international arrestordre på Schlüter.
I 2014 idømte en fransk domstol ham 18 måneders ubetinget fængsel i sagen,
og efterfølgende rettede franskmanden Georges El Assidi et krav på 30 millioner kroner mod Schlüter, først ved Københavns Byret og siden ved Østre Landsret.
I sagen afgjorde Østre Landsret at El Assidi kunne indefryse Schlüters værdier, indtil sagen var færdigbehandlet i Frankrig.
Den franske sag blev appelleret
og endte med en frifindelse af Schlüter i hovedsagen.

## Mandatsvig og konkurs
Schlüters advokatfirma blev i sommeren 2015 politianmeldt af Producentforeningen, der mente at have mindst 100 millioner kroner tilgode.
Dette skete efter en uafhængig revisionsundersøgelse fandt alvorlige uregelmæssigheder i administrationen af selskaberne CAB, Filmret og Filmkopi. Administrationen af selskaberne stod Schlüter og hans advokatfirma for gennem det tilknyttede selskab Registrering Danmark ApS.
I tilknytning til sagen bortviste og politianmeldte advokatfirmaet partneren Susanne Fryland og afskedigede en tredjedel af medarbejderne.
Den 2. oktober 2015 rapporterede finans.dk at advokatselskabet var lukket og hovedsædet rømmet,
og nogle få dage senere erklærede Sø- og Handelsretten selskabet for konkurs.
Selv blev Schlüter erklæret personlig konkurs i december 2015.
I februar 2016 blev Schlüter og hans tredje partner, Lars Halgreen, også sigtet i sagen.
Statsadvokaten for Særlig Økonomisk Kriminalitet rejste i juni 2017 tiltale mod Schlüter og to andre advokater i Schlüters advokatfirma.
Sagen var da på over 200 millioner kroner og tiltalepunkterne omfattede blandt andet skyldnersvig og mandatsvig af særlig grov beskaffenhed. Den 11. juni 2018 blev Schlüter ved Københavns Byret fundet skyldig i groft mandatsvig og skyldnersvig og idømt en betinget fængselsstraf på 4 års fængsel. Straffen blev gjort betinget på grund af dømtes alder og "personlige forhold". Ved dommen blev han desuden fradømt retten til at drive advokatvirksomhed.

## Privatliv
Johan Schlüter er gift med Elsebeth og har fire børn. Han har boet i lejlighed på Esplanaden og har sommerhus i Lumsås.